# Millericoccus costalimai
Millericoccus costalimai är en insektsart som först beskrevs av Gregorio Bondar 1925.  Millericoccus costalimai ingår i släktet Millericoccus och familjen skålsköldlöss. Inga underarter finns listade i Catalogue of Life.